# Halbach (Gölsen)
Der Halbach durchfließt das gleichnamige Halbachtal und ist ein linker Nebenfluss der Gölsen im Mostviertel in Niederösterreich.

## Name
Der Name des Halbachs hängt – wie bei vielen anderen Hall-Ortsnamen – mit salzhaltigen Quellen (Solequellen) zusammen, die auch das Salzerbad speisen.

## Geografie
Der Halbach entspringt nördlich der Kalten Kuchl und fließt ca. 19 km nach Norden, bis er bei Rainfeld in der Marktgemeinde St. Veit an der Gölsen in die Gölsen mündet. Der größte durchflossene Ort ist Kleinzell, das durch den Kurort Salzerbad bekannt ist.